# マザーアースニュース
マザーアースニュース（英名：Mother Earth News）(ISSN: 0027-1535) は、発行部数 500,520 のアメリカの隔月刊の雑誌。拠点はカンザス州トピカ。
実践、実用、ハウツーの視点で環境問題にアプローチ。1970年の創刊以来、マザーアースニュースは、再生可能エネルギー、リサイクル、家族農場、より良い農業、より良い食習慣、医学的な健康管理、より有意義な教育、手頃な住宅の啓発における先駆者。地に足の着いた、実践的でシンプルな生活、ハウツーの観点から環境問題にアプローチしている。

## 歴史
ジョン・シャットルワースとジェーン・シャットルワースは、“すずめの涙ほどの”わずかな予算1,500ドルで雑誌を始め、1970年に自宅から出版。創刊号は同年1月に発行された。
ジョン・シャットルワースは、2009年3月29日に、コロラド州エバーグリーンの自宅にて71歳で逝去。
雑誌は、当初、オハイオ州ノースマディソンで出版され、後にノースカロライナ州ヘンダーソンヴィルに移転した。
マザーアースニュースは、1970年代を通して、実質本位の方針と外観を保っていた。1970年代初めに蘇った帰農運動を契機として、これにエコロジー運動と自給自足への関心と結びつけた。
環境保全をテーマとする他の雑誌と異なり、マザーアースニュースは、田舎へ転居する人々の増加にあわせて、DIYとハウツーの記事を主力にした。その結果、1970年代にわたり広まった。記事には、家の建築、農業、ガーデニング、および起業家精神があり、DIYのアプローチによる記事が掲載された。記事の内容は広く、ジオデシックドーム、狩猟、食品貯蔵、そして、アマチュア無線に関するコラムの連載など、多岐にわたった。代替エネルギーはこの雑誌で頻繁に取り上げられるテーマで、太陽エネルギーや風力エネルギーへの切り替え方、蒸留器を作る方法、そしてエタノールで車を走らせる方法などの記事があった。
「プレイボーイ・インタビューズ」をもじった「プラウボーイ・インタビューズ」シリーズも定期的に掲載され、環境リーダーなどのインタビューが掲載された。その中道左派的な視点、革新的な視点により、帰農者ばかりでなく、ヒッピーから、サバイバリスト、いつか田舎へ引越すことを夢見る郊外の居住者、DIY記事が役に立つと知った長年の地方居住者へと、マザーアースニュースは幅広い読者層を獲得した。
1975年3月。第32号の3月/4月号において、ジョン・シャットルワースは第2回目の「農夫インタビュー」でこう語っている。「少なくともこの20年間、世界の主要な国家すべて（資本主義と共産主義）が、ただ、人間のみが、この惑星のどんな権利も有するという狭い妄想に縛られていることに、私はますます違和感を抱いています。さらに言えば、気まぐれに見える人間の欲求、ニーズ、願望は、すぐに満足されなければなりません。しかもこれは、経済至上主義において、常に実現可能なのです。」
「つまり、我々は信じられないくらい素晴らしいエデンの園に住んでいると思います。数え切れないほどの奇跡的な生物形態に囲まれています。神秘的に織り混ざった自己補充支援システムによって私たちは生かされています。これは全ての科学的大発見をもってしても解明不能です。」
「それなのに私たちは、この現実の豊かさに恵まれているにもかかわらず、起きている時間のほとんどすべてを、狭くて歪んだ、厳密に人間中心のお金という概念でこの現実の総和を解釈することに費やすことを、どういうわけか好んでいる。」
1979年に編集長ブルース・ウッズと他の2人の従業員が、シャットルワース夫妻からマザーアースニュースを買収。エコヴィレッジ：600エーカー（2.4km2）の研究センターでは、広大な体験菜園、家とエネルギー・プロジェクトが活況でだった。養蜂からコードウッド（薪壁）建築まで、毎年夏に2万人がマザーアースニュースのセミナーを受講。ラジオ番組では、全国的に何百もの放送局で、雑誌の思想哲学が紹介された。そして、マザーアースニュースのロゴを掲げた、ガソリンを使わない代替燃料車が全国を駆け巡った。
マザーアースニュースは1980年代初期の帰農運動の人気減退により、やや低迷した。
結局、1986年にニュー・アメリカ社に売却され、同社は、以前より非常にスマートなイメージで誌面を一新し、「カントリーマガジンの元祖」として位置づけを変化し再出発。この時、マザーアースニュースの多くの従業員は「BackHome Magazine」を始めるため去っていった。同社は出版を止め、1991年にサセックス出版に売却し、雑誌は存続。その後1990年代後期から21世紀の最初の5年までを通して成長した。ニューヨーク市のサセックス出版は2001年まで同誌を所有し、その後現在の所有者であるオグデン出版に買収された。
2010年、マザーアースニュースは40周年を迎えた。2月/3月号は過去40年の掲載記事を特集。
2020年、COVID-19の大流行にもかかわらず、同誌は創刊50周年を迎えた。その年の各号には、雑誌の50年の歴史に関する内容が掲載された。8月には、クリス・ニューマンなどの作家から、著者や表現に多様性がないとの批判を受け、物議を醸した。オグデン出版側は当初、躓きながら対応したが、その後、コンテンツ、読者、スタッフを多様化するための数多くのイニシアティブを取り入れている。

## 参考リンク
- Grit
- Utne Reader

## 参照
1. ↑  http://www.motherearthnews.com/Nature-Community/1975-01-01/Interview-With-The-Mother-Earth-News-Founder.aspx
2. ↑  Armstrong, David (1981). A trumpet to arms: alternative media in America. South End Press. pp. 194–198.
3. ↑   (Backhome Magazine101号、P.4)
4. ↑  https://web.archive.org/web/20060219115457/http://www.motherearthnews.com/library/1975_March_April/The_Plowboy_Interview__John_Shuttleworth
5. ↑  “アーカイブされたコピー”. 2007年7月5日時点のオリジナルよりアーカイブ。2007年8月15日閲覧。
6. ↑  http://www.ogdenpubs.com/
7. ↑  "40 Years Old and Better Than Ever". Mother Earth News. Feb/March 2010. Retrieved 2010-06-02.

## その他参考
- en:Utne Reader
- en:Grit (newspaper)
- en:Bryan Welch